# Orazio De Santis
Orazio De Santis, detto Orazio l'Aquilano, (L'Aquila, 1530 circa – 1584) è stato un incisore e disegnatore italiano.

## Biografia
Artista poliedrico, si formò nella bottega di Pompeo Cesura, noto pittore aquilano di scuola raffaellesca con cui collaborò lungamente. Utilizzò la tecnica di incisione a bulino.
Incise una Deposizione su dipinto di Cesura per la chiesa di Sant'Amico. Lavorò inoltre alla copertina della copertina dell'Annali della città dell'Aquila con l'historie del suo tempo di Bernardino Cirillo, di cui rimane oggi solamente l'incisione del De Santis. Tra il 1568 e il 1577 operò a Roma; in questo periodo incise numerose opere del Cesura, tra cui la Sacra Famiglia con i Santi Elisabetta e Giovanni (1568) e Discesa dalla Croce, Noli me tangere e Annunciazione (1572), Sacra famiglia (1573), Cristo morto con la Vergine (1574). Si avvicinò inoltre al giovane Agostino Carracci di cui fu seguace.